# ウンセギラ
ウンセギラ（Unhcegila Unk Cekula (uŋǧila, uŋkčéǧila)）は、ラコタ神話に伝わる蛇型生物。原因不明の失踪や死亡事件は、その仕業とされた。
彼女の男性の相手はUnk Tehiとして知られている。

## 説明
炎のような目と牙のような口を持ち、煙のような、あるいは曇った塊に覆われていた。時が経つにつれて、彼女の姿は巨大で、長い鱗のような体を持ち、その天然の鎧はほとんど貫通できないことが明らかになった。その目は怒りに燃えており、その爪は鉄のようで、その声は雲に巻き起こる雷のように荒々しかった。
彼女を見た者は盲目になるか発狂する。
彼女の弱点は胴体の7番目のスポットで、その奥には激しく燃える心臓がある。彼女を殺すには、自然の鎧のこの欠点に薬矢を射なければならない。

## 証言
北西部の古代ラコタ部族は、巨大な悪霊が大西洋北東部の氷の海から現れたという噂を近隣の部族から聞いていた。やがてこの生物とその仲間は東海岸を横断して中西部へと戦い、多くの部族が怪物を追い払う方法を見つけた。彼らがブラック・ヒルズ（Ȟe Sápa）に辿り着き、山中に新たな住処を求めるまで。彼女は仲間とともに到着し、山の中に居場所を作った。彼女は部族からワマカスカン族や他の精霊たちまで、すべての人々と共存した。この間、彼女とその仲間は子孫を残す準備を始めた。ブラックヒルズに住むさまざまな部族やナギがモンスターの計画を知り、これ以上モンスターが脅威にならないように計画を立て始めた。ウンク・セクラとウンク・テヒは自然によって支えられていたから自然と共存していたが、生存のために殺戮を必要とするモンスターが増えれば、彼らを養うために多くの動物や人々が死ぬことになる。そのため、彼女が混乱と恐怖の原因となる前に、誰もが行動を起こすことを余儀なくされた。
彼女が丘陵地帯に大混乱をもたらした長い年月の間に、ラコタ族の多くの戦士たちから挑戦を受けた。この生物には子孫がいることがわかり、部族は彼らが人間を食べ始めたときに殺さなければならなかった。
ある神話では、ウンク・セクラは巨大なクマと戦って殺し、その倒れた死体がブラックヒルズのベア・ビュートを生み出した。
メスの蛇の弱点を知った二人の若者が、動きを遅くする魔法を携えて、メスを殺しに向かった。
ウンセギラは彼らを見て、メスの体を水から引き上げた。一人が蛇の動きを止める呪文を唱え、もう一人が頭から七番目のところを撃ってメスを殺した。
兄弟の矢はウンク・セクラを殺さなかったが、彼女が身をよじらせながら大地を傷つけるほどの傷を負わせただけであったという記述もある。最後に彼女が死んだとき、太陽は彼女の肉を焦がし、土地を乾燥させ、その結果、バッドランズ（Makȟóšiča）で見られる乾燥した岩層と骸骨が生まれた。
別の神話では、アンク・チェクラが原始の水から現れ、土地を洪水に陥らせました。その結果として生じた荒廃は ワキニャン を怒らせ、彼は翼を羽ばたかせて大嵐を引き起こし、大地を乾燥させ、稲妻を放ち、アンク・セクラを殺した。彼女の心臓は破壊されましたが、骨は大地に散らばりました。